# 프로필티오우라실
프로필티오우라실(propylthiouracil, PTU)은 갑상샘기능항진증 치료에 사용되는 약물이다. 치료 대상인 갑상샘기능항진증에는 그레이브스병, 중독성 다결절 갑상샘종이 있다. 갑상샘 위기에서는 같은 항갑생샘제인 메티마졸보다 일반적으로 효과가 더 좋다. 갑상샘 위기를 제외하면 프로필티오우라실은 보통 메티마졸, 수술, 방사성 아이오딘을 사용할 수 없을 때만 쓰인다. 경구로 투여한다.
흔히 발생하는 부작용에는 가려움, 탈모, 귀밑샘의 종창, 구토, 근육통, 무감각, 두통이 있다. 다른 심각한 부작용에는 간독성과 혈구감소증이 있다. 임신 중 사용은 태아에게 해가 될 수 있다. 프로필티오우라실은 항갑상샘제에 속한다. 작용 기전은 갑상샘에서의 갑상샘호르몬 생산량을 감소시키고, 티록신(T4)이 트라이아이오도티로닌(T3)으로 변환되는 과정을 차단하는 것이다.
프로필티오우라실은 1940년대부터 사용되기 시작했다. WHO 필수 의약품 목록에 등재되어 있다.

## 작용 기전

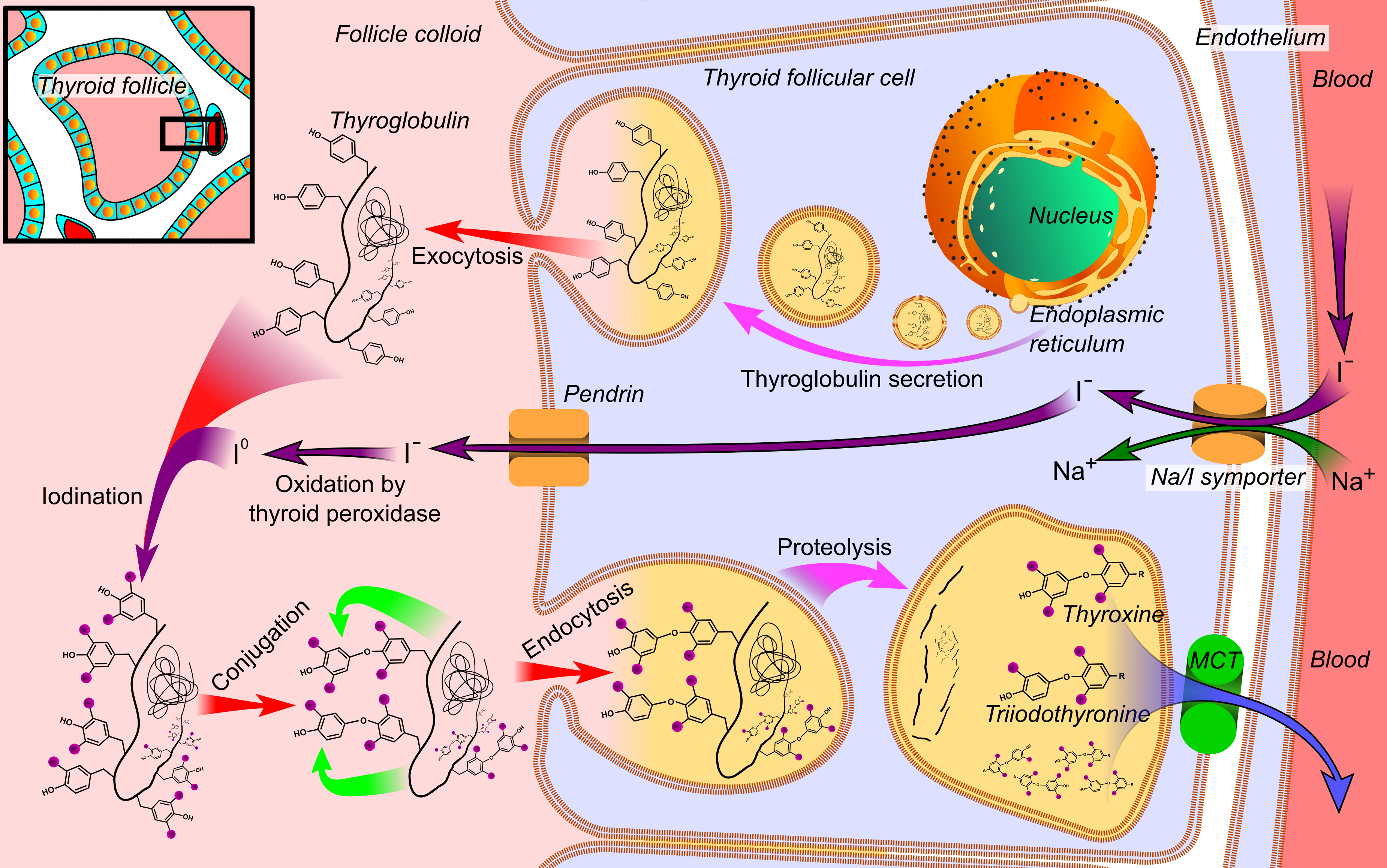
갑상샘호르몬 합성. 산화 단계는 그림의 왼쪽 중앙에 표시되어 있다.

PTU는 갑상샘과산화효소(TPO)를 억제한다. TPO는 아이오딘화물 음이온(I−)을 아이오딘(I0)으로 산화하여, 호르몬 전구물질인 갑상샘글로불린의 티로신 잔기에 아이오딘이 더해지도록 촉진하여 갑상샘호르몬 합성 과정에 관여한다. 이 과정은 티록신(T4) 형성에 필수인 과정 중 하나이다.
PTU는 갑상샘 소포세포의 기저측면막(basolateral membrane)에 위치한 나트륨 의존성 아이오딘화물 수송체의 작용은 억제하지 않는다. 이 단계의 억제는 수송체의 경쟁적 저해제인 과염소산염이나 싸이오시안산염 등이 필요하다.

### T3/T4 표적 조직
PTU는 5'-탈아이오딘화효소 역시 억제한다. 이 효소는  T4를 보다 활성이 큰 형태인 T3로 변환하는 효소이다. 또 다른 항갑상샘제인 메티마졸도 TPO는 억제하지만, 탈아오딘화효소는 억제하지 않는다는 점에서 PTU와 비교된다.